# Hubków
Hubków (ukr. Губків) – wieś na Ukrainie w rejonie bereźneńskim, obwodu rówieńskiego; na prawym brzegu rzeki Slucz.

## Zabytki
- zamek[1]  z XV wieku.